# Вокомис (Оклахома)
Вокомис (енгл. Waukomis) град је у америчкој савезној држави Оклахома.

## Демографија
По попису из 2010. године број становника је 1.286, што је 25 (2,0%) становника више него 2000. године.
| Група             | 2000.         | 2010.         |
| Белци             | 1.159 (91,9%) | 1.197 (93,1%) |
| Афроамериканци    | 9 (0,7%)      | 5 (0,4%)      |
| Азијати           | 2 (0,2%)      | 1 (0,1%)      |
| Хиспаноамериканци | 17 (1,3%)     | 27 (2,1%)     |
| Укупно            | 1.261         | 1.286         |